# Столяров (Волгоградская область)
Столяро́в — хутор в Быковском районе Волгоградской области России. Входит в Демидовское сельское поселение.
Хутор расположен в Заволжье, в 26 километрах к востоку от Волги (Волгоградского водохранилища). Центр сельского поселения — хутор Демидов расположен в 8 км южнее, по дороге — около 10 км. В 30 км на западе по дороге от хутора проходит трасса Р226.
Население составляет около 20 человек. Всего 6 жилых домов. (2017).
В хуторе нет школы, медучреждений, магазинов. Ничего нет. Нет газа и водоснабжения. Есть электричество  отделение почтовой связи 40407.
После дождя не добраться из за глинистой породы.
В окрестностях хутора находятся большие территории лугов и пастбищ.

## История
На 01 января 1964 года хутор входил в Лугопролейский сельсовет Среднеахтубинского сельского района Волгоградской области.
18 января 1965 года было принято решение исполнительного комитета Волгоградского областного Совета депутатов трудящихся № 2/35 «Об образовании Быковского, Иловлинского, Киквидзенского, Кумылженского и Светлоярского района Волгоградской области» в соответствии с Указом Президиума Верховного Совета РСФСР от 12 января 1965 года «Об изменениях в административно-территориальном делении Волгоградской области» за счёт разукрупнения Николаевского и Среднеахтубинского районов. В Быковский район вошёл в том числе и Луго-Пролейский сельский совет Среднеахтубинского района.
На 01 июля 1968 года хутор входил в Луговопролейский сельсовет.
24 августа 1983 года на основании решения Волгоградского облисполкома № 24/539 в Быковском районе был образован в том числе и Демидовский сельсовет с хуторами Демидов (центр) и Столяров.